# Coryphasia cardoso
Coryphasia cardoso är en spindelart som beskrevs av Romero, Santos, Wienskoski 2007. Coryphasia cardoso ingår i släktet Coryphasia och familjen hoppspindlar. Inga underarter finns listade i Catalogue of Life.